# Megalibgwilia
Megalibgwilia es un género extinto de equidnas que vivieron desde el Mioceno hasta el Pleistoceno Superior. El género sólo es conocido por restos fósiles pertenecientes a dos especies distintas:
- Megalibgwilia owenii.[1] Fue el primer hallazgo. Richard Owen encontró un trozo de húmero izquierdo en 1884, y a partir de entonces, se han encontrado algunos fósiles más entre los que cabe destacar calaveras completas y fósiles postcraneales. Se trata de un monotrema que habitó en Australia en el Pleistoceno Tardío. Sus restos han sido hallados dispersos por todo el territorio de Australia y Tasmania.
- Megalibgwilia robusta. Habitó las mismas tierras algunos milenios antes, durante el Mioceno, pero sus restos no fueron encontrados hasta 1896 por William S. Dum en Nueva Gales del Sur. Se trata del equidna más antiguo que se conoce, sin que se tenga evidencia de cualquier otro que viviese en el Mioceno.[2]

A pesar de que los citados paleontólogos se referían a ellos como equidnas gigantes, su tamaño no era superior al del zagloso occidental o común (Zaglossus bruijni) actual, aunque sus brazos eran ligeramente más largos.
Se cree que estas especies tenían como base de su alimentación a los insectos.